# 慈云岩摩崖石刻
慈云岩摩崖石刻，位于中国广东省阳江市阳春市春湾镇中山公园内，为阳春市的一个市级文物保护单位，类型为石窟寺及石刻，公布时间为1979年1月16日。
慈云岩摩崖石刻的历史年代为清代。